# Antoní de Florència
Antoní de Florència OP, de nom Antonino Pierozzi (Florència, 1 de març del 1389 - 2 de maig del 1459) fou un dominic italià. És venerat com a sant per l'Església Catòlica.
Fou fill d'un notari florentí. Entrà el 1406 en l'Orde dels Predicadors sota la tutela de Giovanni Dominici, detractor dels humanistes que començaven a florir a la ciutat. Fou nomenat arquebisbe de Florència el 1446 per Eugeni IV. Morí en aquesta ciutat el maig del 1459 amb 70 anys.
Entre les seves obres destaquen la Summa sacrae theologiae i la Chronica. Fou canonitzat pel papa Adrià VI el 1523 i la seva festivitat és celebrada el 10 de maig.

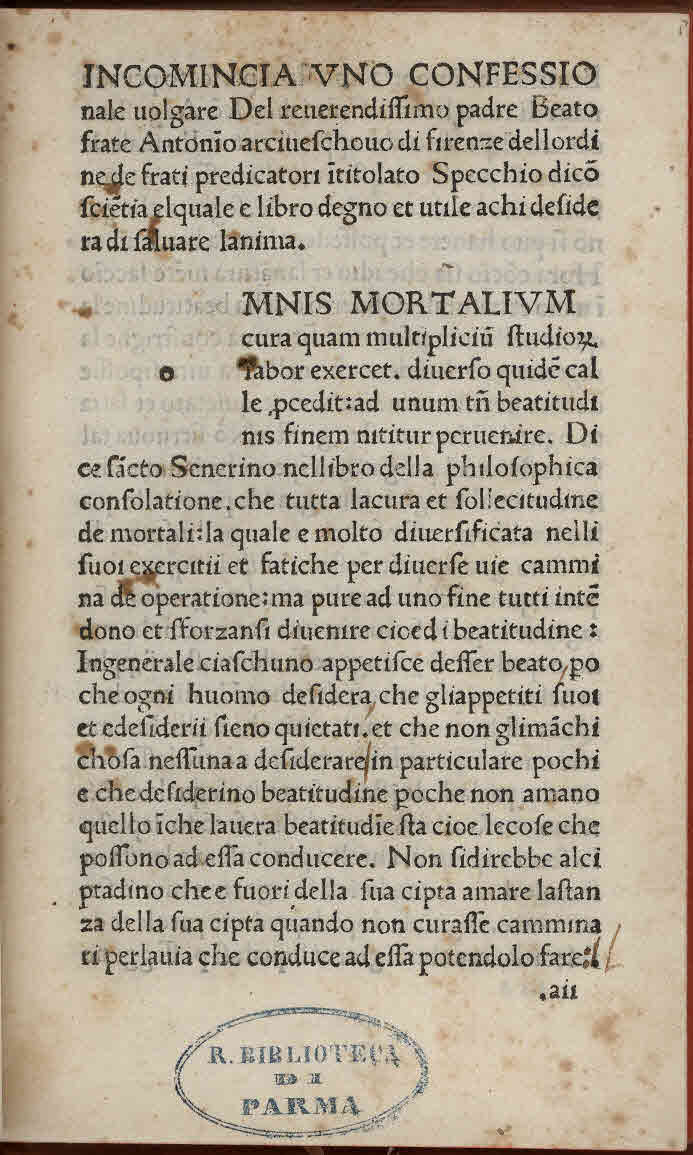
Confessionale, ca. 1488-1490